# اروچ‌لو (کلبجر)
اروچ‌لو (ترکی آذربایجانی: Oruçlu) یک منطقهٔ مسکونی در جمهوری آرتساخ است که در استان شاهومیان واقع شده‌است.